# Гаркын

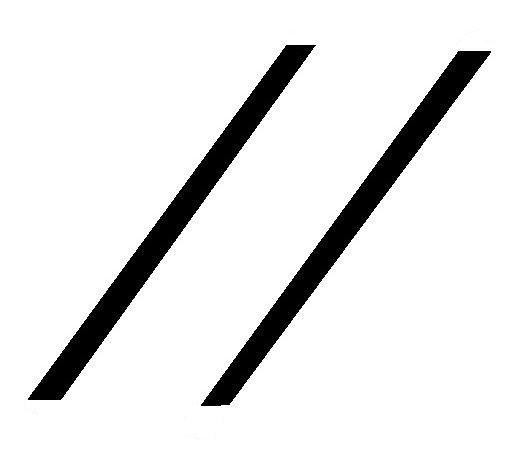
Тамга туркменского племени гаркын согласно труду Абу-л-Гази «Родословная туркмен»

Гаркын (также каркын и каркин; туркм. garkyn) — древнее туркменское племя, время образования которого уходит в скифско-массагетскую среду.

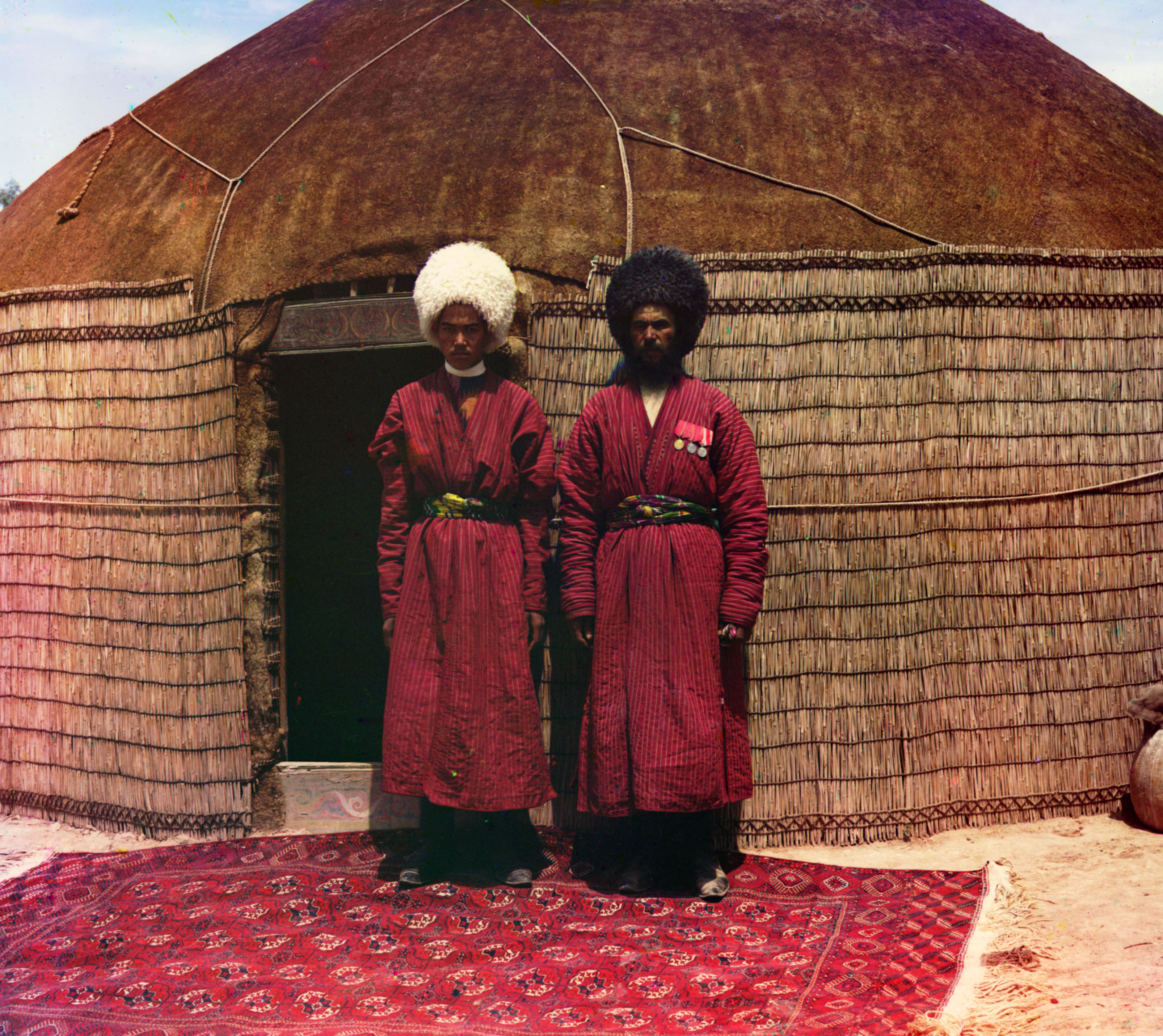
Туркмены

## Происхождение
Из известных средневековых письменных источников, самое раннее упоминание племени можно найти у Рашид ад-Дина в его произведении Джами ат-таварих, в котором он пишет, что племя гаркын ведет свое происхождение от одного из 24-х внуков древнего героя-прародителя огузов (туркмен) Огуз-хана: 
 "Имена и прозвища детей 6 сыновей Огуза, из коих троих называли Бузук, а троих Учук, присвоенные им тамги, онгоны-животные и части мяса…Дети Юлдуз-хана, который был третьим сыном, 4 человека…Четвертый — Каркын, то есть делающий большое кормление и насыщающий."

Племя гаркын также упоминается в труде хивинского хана и историка Абул-Гази «Родословная туркмен» как одно из двадцати четырех древних туркменских племен: 
 "Об именах сыновей и внуков Огуз-хана…Имя старшего сына Йулдуз-хана— Авшар, второй [сын] — Кызык, третий — Бекдели, четвертый — Каркын…Значение Каркын — хлебосольный."

## История
Согласно туркменскому историку О.Гундогдыеву, племя гаркын упоминается как скифское племя и в форме «гаргар» древнегреческим историком и географом Страбоном. В античной древности, с 5 в. до н. э. по конец 2 в. до н. э., на территории полуострова Крым располагался город-государство Каркинитида, который по мнению некоторых исследователей был основан племенем гаркын (каркын).
Гаркыны входили в состав правого крыла огузской племенной конфедерации и входили во все туркменские политические союзы в средние века. Благодаря миграции туркменских племен, гаркыны оказались в различных областях Евразии, от Алтая на востоке и до Крыма и Малой Азии на западе.
Гаркыны принимали активное участие во всех политических союзах огузов. В течение последних веков они мало известны как самостоятельное племя, так как входили в состав различных туркменских и тюркских этнических групп, причем большая часть оказалась в составе эрсаринцев и алили. По словам информаторов, гаркыны переселились в районы Амударьи совместно с эрсаринцами в начале XVIII в. Вместе с эрсары они жили на Мангышлаке и в Хорезме. Оттуда компактная группа гаркынов переселились в местность Ходжашалар (Афганистан). Позднее гаркыны стали небольшими группами расселяться по всему левобережью Амударьи. Больше, чем другие туркмены среднего течения Амударьи, они близки к туркменскому племени эрсары, составляя здесь их подразделение. Гаркыны поддерживали родственные связи с туркменским племенем элеч, а также и туркменским племенем сакар. Согласно этнографическим данным, туркмены-гаркыны, живущие в Афганистане, составляют самостоятельную от эрсаринцев многочисленную племенную группу, есть различия в их быте и говоре. В данное время основная группа гаркынов проживает в г. Саят, а также в селе Чохпатта Халачского этрапа Туркменистана. Также, гаркыны в качестве рода входят в состав туркменских этнографических групп алили и теке.

## Топонимика
В Туркменистане, топонимы Гаркын встречаются на территории Саятского, Керкинского и Халачского этрапов Лебапского велаята, Акдепинского этрапа Дашогузского велаята, Бахарденского этрапа Ахалского велаята и Махтумкулийского этрапа Балканского велаята.
В связи с миграциями огузо-туркменских племен в Средние века в пределах Центральной Азии, Южного Кавказа, Среднего Востока, туркмены племени гаркын оставили следы в топонимике таких стран как Афганистан (населенный пункт Каркин), Азербайджан (село Гархын в Губинском районе, села Ашаги-Гархун и Юхари-Гархун в Агдашском районе и село Гархун в Шарурском районе) и Армения, Турция (в общей сложности 34 населенных пункта, носящих имя гаркын), а также Крыма.